# 和歌山県道150号紀ノ川停車場平井線
和歌山県道150号紀ノ川停車場平井線（わかやまけんどう150ごう きのかわていしゃじょうひらいせん）は、和歌山県和歌山市を通る一般県道である。

## 概要
和歌山市市小路から和歌山市平井に至る。

### 路線データ
- 起点：和歌山県和歌山市市小路（南海本線・南海加太線 紀ノ川駅前、和歌山県道152号紀ノ川停車場線起点）
- 終点：和歌山県和歌山市平井（和歌山県道7号粉河加太線交点）
- 実延長：574 m

## 路線状況

### 重複区間
- 和歌山県道152号紀ノ川停車場線（和歌山市市小路）

### 道路施設

#### 橋梁
- 平井新橋（打手川、和歌山市）

## 地理

### 通過する自治体
- 和歌山県
  - 和歌山市

### 交差する道路
| 交差する道路                               | 交差する場所 | 交差する場所 |
| ------------------------------------------ | ------------ | ------------ |
| 和歌山県道152号紀ノ川停車場線 重複区間起点 | 市小路       | 起点         |
| 和歌山県道152号紀ノ川停車場線 重複区間終点 | 市小路       |              |
| 和歌山県道7号粉河加太線                    | 平井         | 終点         |

### 沿線
- 南海本線・南海加太線 紀ノ川駅